# ČZ 500 Турист
ČZ 500 Tourist (также просто ČZ 500) — чехословацкий мотоцикл, серийно выпускавшийся в 1938—1941 годах компанией Česká zbrojovka Strakonice. Предназначался, в том числе, и для нужд армии. В общей сложности было выпущено 587 экземпляров этого типа. Разработан в 1937 году. Конструкция рамы была весьма схожей с предыдущей моделью — ČZ 250 Турист; и отличались лишь несколькими незначительными деталями.
Существовали также несколько экземпляров мотоцикла в спец.исполнении, так называемый ČZ 500 Vatikán, предназначавшийся для Папской гвардии, окрашенный в белый цвет с позолотой некоторых деталей вместо классического сочетания чёрного с хромом.
Для ČZ 500 имелась и коляска.